# Крива

Парабола — одна з найпростіших кривих

Крива́ — лінія в евклідовому просторі або в многовиді.
Рівняння кривої можна задавати в параметричній формі:
{\displaystyle x^{i}=x^{i}(t)\,}
де {\displaystyle x^{i}\,} — координати точок кривої в деякій системі координат, заданій в евклідовому просторі або многовиді, а {\displaystyle t} — скалярний параметр (його можна фізично уявляти моментом часу t=time, а саму криву як траєкторію руху точки)
Розглянемо рівняння кривої в декартовій системі координат {\displaystyle n}-вимірного евклідового простору. Введемо позначення радіус-вектора точки кривої:
{\displaystyle \mathbf {r} =\{x^{1},x^{2},...x^{n}\}}

## Дотичний вектор
Похідну за параметром позначатимемо крапкою зверху:
{\displaystyle {\dot {\mathbf {r} }}={d\mathbf {r}  \over dt}}
{\displaystyle {\dot {x}}^{i}={dx^{i} \over dt}}
Очевидно, що вектор {\displaystyle \mathbf {v} ={\dot {\mathbf {r} }}} (у фізичній інтерпретації швидкість точки) є дотичним до кривої.

## Довжина кривої
Квадрат відстані між двома нескінченно близькими точками {\displaystyle \mathbf {r} } і {\displaystyle \mathbf {r} +d\mathbf {r} }
дорівнює:
{\displaystyle (1)\qquad ds^{2}=(d\mathbf {r} \cdot d\mathbf {r} )=\sum _{i}(dx^{i})^{2}=\sum _{i}(d{\dot {x}}^{i})^{2}\,(dt)^{2}}
Довжина відрізка кривої, коли параметр {\displaystyle t} пробігає значення від {\displaystyle t_{1}} до {\displaystyle t_{2}}, дається інтегралом:
{\displaystyle (2)\qquad s=\int _{t_{1}}^{t_{2}}ds=\int _{t_{1}}^{t_{2}}{\sqrt {{\dot {x}}^{i}{\dot {x}}^{i}}}\,dt}
Якщо в інтегралі (2) розглядати верхню межу як змінний параметр, то маємо функцію
{\displaystyle s=s(t)}, визначену з точністю до константи (точки відліку, або нижньої межі в інтегралі (2)). Ця величина {\displaystyle s} також параметризує точки нашої кривої; {\displaystyle s} називається натуральним параметром кривої.
Якщо вектор швидкості {\displaystyle \mathbf {v} ={\dot {\mathbf {r} }}} ніде не перетворюється в нуль, то підінтегральна функція в (2) додатня, а отже функція {\displaystyle s=s(t)} всюди монотонно зростає і має обернену функцію {\displaystyle t=t(s)}.

## Кривина кривої
Із рівності {\displaystyle ds^{2}=(d\mathbf {r} \cdot d\mathbf {r} )} слідує, що похідна радіус-вектора за натуральним параметром кривої:
{\displaystyle {\boldsymbol {\tau }}={d\mathbf {r}  \over ds}}
є дотичним вектором одиничної довжини.
{\displaystyle (3)\qquad {\boldsymbol {\tau }}^{2}=({\boldsymbol {\tau }}\cdot {\boldsymbol {\tau }})=1}
Диференціюючи (3) за натуральним параметром маємо:
{\displaystyle {d \over ds}({\boldsymbol {\tau }}\cdot {\boldsymbol {\tau }})=2({\boldsymbol {\tau }}\cdot {d{\boldsymbol {\tau }} \over ds})=0}
Отже вектор {\displaystyle \mathbf {k} ={d{\boldsymbol {\tau }} \over ds}={d^{2}\mathbf {r}  \over ds^{2}}} ортогональний до кривої. Цей вектор прийнято розкладати на добуток одиничного вектора {\displaystyle \mathbf {n} } нормалі до кривої, та скаляра {\displaystyle k} який називається кривиною:
{\displaystyle \mathbf {k} =k\mathbf {n} }

## Геометричний зміст кривини
Покажемо (навіть двома способами), що кривина дорівнює оберненій величині до радіуса {\displaystyle R} дотичного кола:
{\displaystyle (4)\qquad k={1 \over R}}
Перший спосіб: через кут між дотичними векторами одиничної довжини в сусідніх точках кривої.
Нехай в точці з параметром {\displaystyle s} маємо дотичний вектор {\displaystyle \mathbf {\tau } }, а в точці з параметром {\displaystyle s'=s+\Delta s} — дотичний вектор {\displaystyle \mathbf {\tau } '=\mathbf {\tau } +\Delta \mathbf {\tau } }. Ці два вектора мають однакову довжину (одиницю), і якщо їхні початки звести в одну точку, утворять рівнобедрений трикутник. Якщо кут між векторами позначити {\displaystyle \Delta \alpha }, то довжина третьої сторони буде дорівнювати:
{\displaystyle |\Delta {\boldsymbol {\tau }}|=2\sin {{\Delta \alpha } \over 2}\approx \Delta \alpha }
Оскільки для кола радіуса {\displaystyle R} маємо {\displaystyle \Delta s=R\Delta \alpha }, то маємо для кривини кривої:
{\displaystyle k=|{{d{\boldsymbol {\tau }}} \over ds}|\approx {|\Delta {\boldsymbol {\tau }}| \over \Delta s}={{\Delta \alpha } \over {R\Delta \alpha }}={1 \over R}}
Другий спосіб: через рівняння кола.
Для простоти формул, візьмемо початок координат евклідового простору в точці кривої, для якої ми будемо шукати найближче коло, а також будемо відраховувати натуральні параметри кривої і кола від цієї ж точки. З точністю до членів другого порядку малості маємо для точок кривої:
{\displaystyle (5)\qquad \mathbf {r} \approx {d\mathbf {r}  \over ds}s+{\begin{matrix}{\frac {1}{2}}\end{matrix}}{d^{2}\mathbf {r}  \over ds^{2}}s^{2}=\mathbf {\tau } s+{\begin{matrix}{\frac {1}{2}}\end{matrix}}\mathbf {k} s^{2}}
Коло радіуса {\displaystyle R}, дотичне до вектора {\displaystyle \mathbf {\tau } }, матиме центр в ортогональній до {\displaystyle \mathbf {\tau } } гіперплощині. Запишемо координати центра кола у вигляді {\displaystyle \mathbf {r} _{c}=R\mathbf {n} }, де {\displaystyle \mathbf {n} } є довільним (поки що) одиничним вектором, що лежить у цій гіперплощині. Маємо ортогональність:
{\displaystyle (\mathbf {n} \cdot {\boldsymbol {\tau }})=0}
Рівняння точки кола в параметричній формі (параметром є центральний кут):
{\displaystyle (6)\qquad \mathbf {r} '=R\sin t{\boldsymbol {\tau }}+R(1-\cos t)\mathbf {n} }
Врахуємо, що довжина дуги кола дорівнює {\displaystyle s=Rt}, і розкладемо останнє рівняння в ряд з точністю до доданків другого порядку малості:
{\displaystyle (7)\qquad \mathbf {r} '\approx Rt{\boldsymbol {\tau }}+{\begin{matrix}{\frac {1}{2}}\end{matrix}}Rt^{2}\mathbf {n} ={\boldsymbol {\tau }}s+{1 \over {2R}}\mathbf {n} s^{2}}
Порівнюючи рівності (5) і (7), маємо що коло буде збігатися з кривою з точністю до членів другого порядку ({\displaystyle \mathbf {r} '\approx \mathbf {r} }), якщо:
{\displaystyle (8)\qquad \mathbf {k} ={1 \over {R}}\mathbf {n} }

## Типи кривих
- Замкнена крива — крива у якої початок збігається з кінцем (див. також Теорема Жордана).
- Плоска крива — крива, всі точки якої лежать в одній площині.
- Проста крива — те саме, що крива Жордана
- Шлях — неперервне відображення відрізка {\displaystyle [0,1]} в топологічний простір.
- Трансцендентна крива

### Типи точок на кривій
- Точка зламу
- Точка перегину

## Скрут
Якщо евклідів простір має розмірність {\displaystyle n\geqslant 3}, то можна поставити питання про зміну орієнтації дотичної площини (в якій лежать дотичний вектор {\displaystyle \mathbf {\tau } } та вектор нормалі {\displaystyle \mathbf {n} }) при русі вздовж кривої.
Розглянемо бівектор (спеціальну антисиметричну матрицю, компоненти якої виражені через координати векторів {\displaystyle \mathbf {\tau } } і {\displaystyle \mathbf {n} }) {\displaystyle \mathbf {\sigma } =\mathbf {\tau } \wedge \mathbf {n} }:
{\displaystyle \sigma _{ij}=\tau _{i}n_{j}-\tau _{j}n_{i}}
Величина цього бівектора дорівнює одиниці (площі квадрата, побудованого на векторах {\displaystyle \mathbf {\tau } } і {\displaystyle \mathbf {n} }):
{\displaystyle \sum _{i<j}(\sigma _{ij})^{2}={1 \over 2}\sum _{i,j}(\tau _{i}n_{j}-\tau _{j}n_{i})^{2}={1 \over 2}\sum _{i,j}(\tau _{i}^{2}n_{j}^{2}+\tau _{j}^{2}n_{i}^{2}-2(\tau _{i}n_{i})(\tau _{j}n_{j}))=({\boldsymbol {\tau }}\cdot {\boldsymbol {\tau }})(\mathbf {n} \cdot \mathbf {n} )-({\boldsymbol {\tau }}\cdot \mathbf {n} )^{2}=1}
Похідна бівектора за натуральним параметром дорівнює:
{\displaystyle {\dot {\boldsymbol {\sigma }}}={\dot {\boldsymbol {\tau }}}\wedge \mathbf {n} +{\boldsymbol {\tau }}\wedge {\dot {\mathbf {n} }}=k\mathbf {n} \wedge \mathbf {n} +{\boldsymbol {\tau }}\wedge {\dot {\mathbf {n} }}={\boldsymbol {\tau }}\wedge {\dot {\mathbf {n} }}}
Звідси робимо висновок, що дві площини {\displaystyle {\boldsymbol {\sigma }}} і {\displaystyle {\boldsymbol {\sigma }}'={\boldsymbol {\sigma }}+\Delta {\boldsymbol {\sigma }}} перетинаються по прямій, дотичній до кривої (містять вектор {\displaystyle {\boldsymbol {\tau }}}):
{\displaystyle {\boldsymbol {\sigma }}'={\boldsymbol {\tau }}\wedge \mathbf {n} +{\boldsymbol {\tau }}\wedge {\dot {\mathbf {n} }}\Delta s={\boldsymbol {\tau }}\wedge (\mathbf {n} +{\dot {\mathbf {n} }}\Delta s)}
Отже дотична площина при русі вздовж кривої обертається «довкола» дотичної прямої. Поворот в тривимірному просторі має очевидний зміст, в просторах більшої розмірності поворот означає кут між нормалями до спільної прямої. Похідна кута повороту за натуральним параметром називається скрутом:
{\displaystyle \varkappa ={d\phi  \over ds}=|{\boldsymbol {\tau }}\wedge {\dot {\mathbf {n} }}|}

## Формули Френе-Серре
Розглянемо детальніше випадок кривої в тривимірному просторі. Два одиничні вектора {\displaystyle {\boldsymbol {\tau }}} і {\displaystyle \mathbf {n} } ми можемо доповнити третім, їх векторним добутком:
{\displaystyle \mathbf {f} ={\boldsymbol {\tau }}\times \mathbf {n} }
Ці три вектори утворюють репер (змінний базис у тривимірному просторі), і ми можемо поставити питання, як похідні за натуральним параметром від векторів репера ({\displaystyle {\dot {\boldsymbol {\tau }}}}, {\displaystyle {\dot {\mathbf {n} }}} i {\displaystyle {\dot {\mathbf {f} }}}) розкладаються по цьому ж базису. Ми вже знаємо, що {\displaystyle {\dot {\boldsymbol {\tau }}}=k\mathbf {n} }. Залишається знайти похідні ще двох одиничних векторів.
Почнемо з одиничного вектора нормалі {\displaystyle \mathbf {n} }. Із постійності величини цього вектора знаходимо:
{\displaystyle 0={d \over ds}(\mathbf {n} \cdot \mathbf {n} )=2(\mathbf {n} \cdot {\dot {\mathbf {n} }})}
Тобто похідна {\displaystyle {\dot {\mathbf {n} }}} ортогональна до самого вектора нормалі {\displaystyle \mathbf {n} }, а тому розкладається по двом іншим векторам репера:
{\displaystyle (9)\qquad {\dot {\mathbf {n} }}=\alpha {\boldsymbol {\tau }}+\beta \mathbf {f} }
Користуючись цим розкладом, можна знайти і похідну {\displaystyle {\dot {\mathbf {f} }}}:
{\displaystyle {\dot {\mathbf {f} }}={d \over ds}({\boldsymbol {\tau }}\times \mathbf {n} )={\dot {\boldsymbol {\tau }}}\times \mathbf {n} +\mathbf {\tau } \times {\dot {\mathbf {n} }}=k\mathbf {n} \times \mathbf {n} +\mathbf {\tau } \times (\alpha \mathbf {\tau } +\beta \mathbf {f} )=\beta {\boldsymbol {\tau }}\times \mathbf {f} =-\beta \mathbf {n} }
Знайдемо коефіцієнти розкладу {\displaystyle \alpha } і {\displaystyle \beta }.
З останньої формули видно, що {\displaystyle \beta } (з точністю до знаку) є швидкістю повороту одиничного вектора {\displaystyle \mathbf {f} }, а отже і дотичної до кривої площини ({\displaystyle \mathbf {f} } є вектором нормалі до цієї площини). Отже цей коефіцієнт є крученням: {\displaystyle \beta =\varkappa }.
Коефіцієнт {\displaystyle \alpha } можна знайти, скалярно помноживши рівність (9) на {\displaystyle {\boldsymbol {\tau }}}:
{\displaystyle \alpha =({\boldsymbol {\tau }}\cdot {\dot {\mathbf {n} }})={d \over ds}({\boldsymbol {\tau }}\cdot \mathbf {n} )-({\dot {\boldsymbol {\tau }}}\cdot \mathbf {n} )=-(k\mathbf {n} \cdot \mathbf {n} )=-k}
У підсумку одержуємо систему трьох рівнянь:
{\displaystyle {\dot {\boldsymbol {\tau }}}=\qquad k\mathbf {n} }
{\displaystyle {\dot {\mathbf {n} }}=-k{\boldsymbol {\tau }}\qquad +\varkappa \mathbf {f} }
{\displaystyle {\dot {\mathbf {f} }}=\qquad -\varkappa \mathbf {n} }
Ці рівняння відкрили два французькі математики: Жан Фредерік Френе (1852) і Жозеф Альфред Серре (1851).
Коефіцієнт {\displaystyle \varkappa } у формулах Френе — Серре може бути додатнім або від'ємним в залежності від того, правою чи лівою гвинтовою лінією апроксимується крива в околі даної точки.